# Tropico del nord
Tropico del nord è il sedicesimo album dei Pooh, caratterizzato dalla particolarità di essere stato registrato alle isole Antille. Apre infatti un ciclo in cui il gruppo si reca in luoghi esotici per realizzare gli album, pur rimanendo generalmente estraneo a possibili influssi musicali dei paesi di registrazione.

## Descrizione
La copertina mostra all'ascoltatore lo specchietto retrovisore di un'automobile in cui è riflesso un mondo dei sogni, fatto di palme ed altri elementi tropicali. L'immagine paradisiaca di paesi esotici è comunque circondata dal paesaggio del mondo urbano, rappresentato da alcuni moderni edifici fotografati ad Assago, in provincia di Milano.
Si tratta del primo lavoro di un artista italiano pubblicato sul supporto CD, che rispetto al vinile conteneva un brano in più: Colazione a New York. La decisione di escludere questo brano dal long playing non fu bene accolta da tutti i fans, dato che in quel momento il 33 giri era di gran lunga il supporto più utilizzato e pochi potevano permettersi un lettore cd. Inoltre, il prezzo di un CD corrispondeva all'epoca circa al triplo di quello di un LP. Il brano inedito sarebbe comunque comparso per la prima volta su vinile nella raccolta di artisti vari Canzoni per l'estate del 1984.
Per la prima volta, Roby Facchinetti fa uso del Fairlight CMI, utilizzando quindi suoni naturali registrati e poi campionati nella tastiera. Per utilizzarlo, Facchinetti aveva in precedenza frequentato un corso in Germania. Questa è da ritenere la principale novità del disco.
In questo album, il predominio di Facchinetti alla voce raggiunge l'apice, mentre si attenuerà gradualmente nei successivi LP. Roby canta interamente "Cara sconosciuta", "Cosa dici di me" (senza cori), "Passaporto per le stelle" ed "È vero", nonché gran parte di "Grandi speranze" (solo una piccola parte introduttiva è cantata da Dodi Battaglia). In "Lettera da Berlino Est" canta gli incisi, lasciando le strofe a Red, mentre in "Mezzanotte per te" interpreta il ritornello, lasciando le strofe a Dodi. Il breve brano a cappella "Solo voci" è un coro armonico di tutti e quattro i componenti, mentre in "Tropico del nord" dal sapore reaggae i quattro si dividono le strofe cantandone un paio per ciascuno. "Colazione a New York", il pezzo escluso dal 33 giri, è interamente cantato da Red.
Tra i brani che sono rimasti di più nell'immaginario collettivo spiccano Lettera da Berlino Est e Cosa dici di me, diventate nel corso del tempo due presenze fisse nei loro concerti, e Grandi speranze, tipica canzone anni settanta suddivisa in più segmenti e con una coda strumentale, brano ripreso nella tournée del 2008. Il brano Mezzanotte per te è stato commercializzato come singolo per il mercato tedesco mentre con Cara sconosciuta i Pooh hanno partecipato al Festival di Riva del Garda.
Il disco è caratterizzato da sonorità molto più moderne dei precedenti, l'utilizzo di suoni sintetici fa sì che le atmosfere dell'album siano più "fredde" e "impalpabili" rispetto ai lavori precedenti, dei quali i Pooh conservano solo la vena melodica e le caratteristiche tipiche delle loro canzoni, con canzoni d'amore alternate a ritornelli orecchiabili e canzoni più impegnate e complesse nelle quali dare sfoggio delle abilità strumentali di Roby Facchinetti e Dodi Battaglia.
I brani del disco sono racchiusi anche nella VHS L'anno del Tropico, commercializzata nel 1983 e che racchiude tutti i videoclip dell'album, realizzati tra il soggiorno caraibico e alcuni scorci italiani dai quali gli stessi Pooh raccontano e introducono i brani composti.

## Tracce
1. Cara sconosciuta (Facchinetti-Negrini) - 4'40" Voce principale: Roby
2. Cosa dici di me (Facchinetti-Negrini) - 4'56" Voce principale: Roby
3. Lettera da Berlino Est (Facchinetti-Canzian-D'Orazio) - 4'40" Voce principale: Roby e Red
4. Grandi speranze (Facchinetti-Negrini) - 6'40" Voce principale: Dodi e Roby
5. Passaporto per le stelle (Facchinetti-Negrini) - 4'44" Voce principale: Roby
6. Solo voci (Facchinetti-Negrini) - 1'22" Voce principale: Corale (interpretata A cappella)
7. Mezzanotte per te (Battaglia-Negrini) - 4'50" Voce principale: Dodi, Roby
8. È vero (Facchinetti-Negrini) - 4'21" Voce principale: Roby
9. Colazione a New York (Canzian-Negrini) - 4'23" (bonus track) Voce principale: Red
10. Tropico del nord (Facchinetti-D'Orazio) - 4'01" Voce principale: Stefano, Dodi, Red, Roby

## Formazione
- Roby Facchinetti – voce, pianoforte, Fairlight
- Dodi Battaglia – voce, chitarra
- Stefano D'Orazio – voce, batteria, percussioni
- Red Canzian – voce, basso